# Poienari (gmina)
Poienari – gmina w Rumunii, w okręgu Neamț. Obejmuje miejscowości Bunghi, Poienari i Săcăleni. W 2011 roku liczyła 1453 mieszkańców.